# St. Nikolaus (Wurzbach)

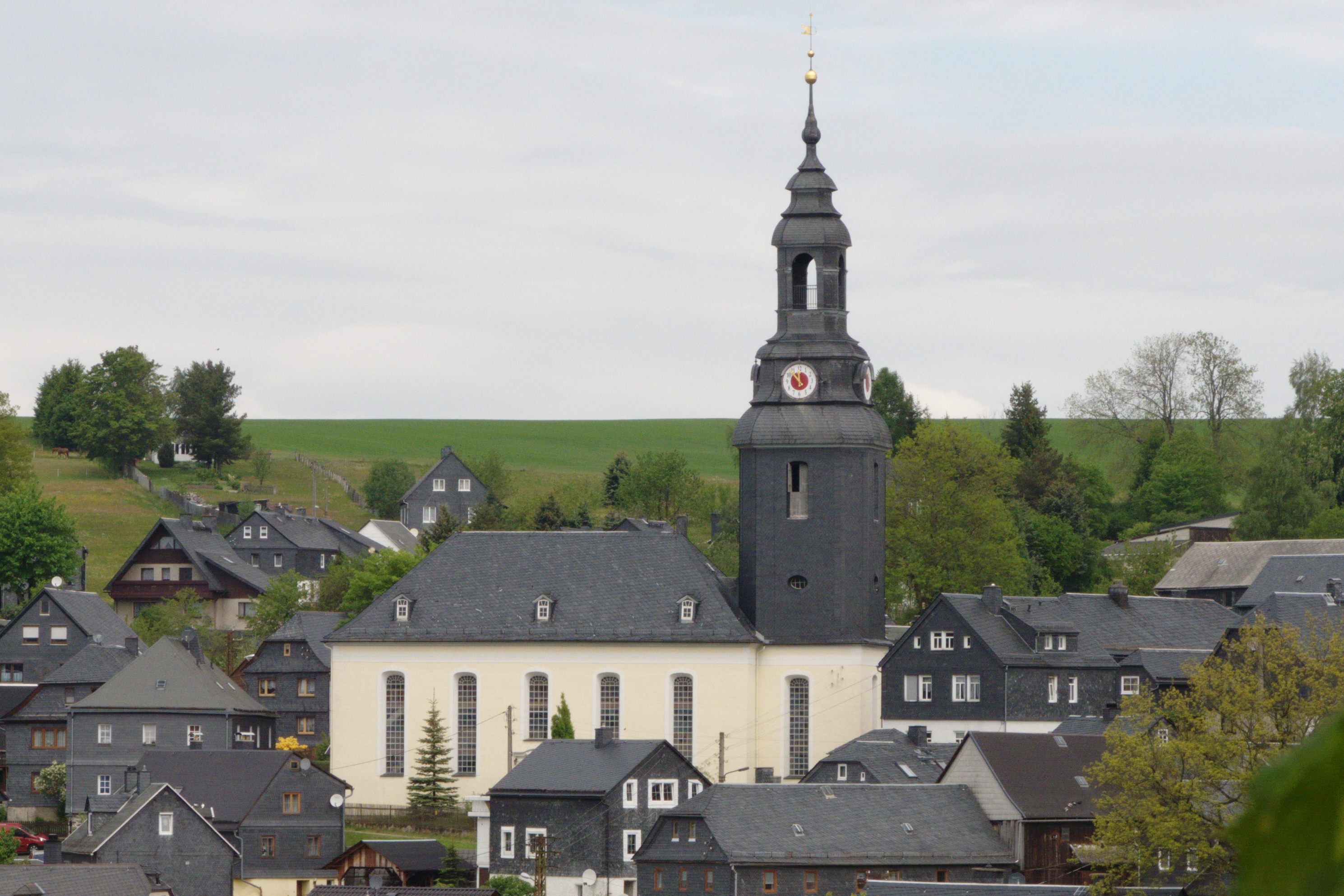
St. Nikolaus

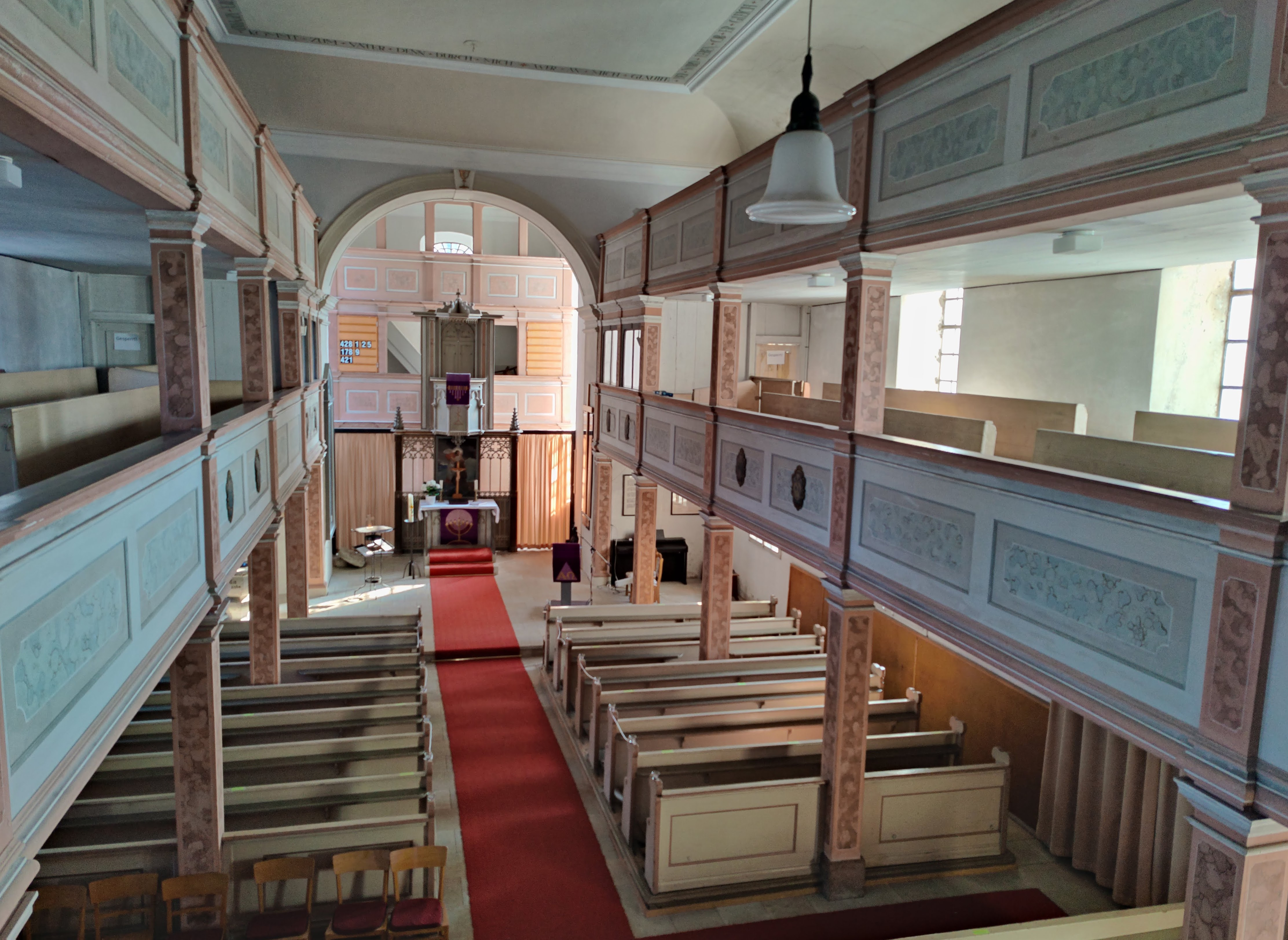
Innenraum

Die evangelische Stadtkirche St. Nikolaus steht in der Kleinstadt Wurzbach im Saale-Orla-Kreis in Thüringen und gehört zum Kirchenkreis Schleiz der Evangelischen Kirche in Mitteldeutschland. 

## Geschichte
Im Jahr 1688 fiel die Kirche einem Feuer zum Opfer und wurde umgehend aufgebaut und neu geweiht. Kaum einhundert Jahre später bei dem Brand am 18. August 1757 wurde diese neue Kirche samt Glocken sowie 71 Häusern und 41 Scheunen ein Opfer der Flammen. Sie wurde ebenfalls umgehend aufgebaut und am 1. Oktober 1763 eingeweiht.
Die Sanierung des Gotteshauses 2001 kostete insgesamt 78.000 Euro. 
Zu DDR-Zeiten war der spätere Landesbischof Werner Leich von 1954 bis 1969 Pfarrer in Wurzbach. Er hielt die Festpredigt zum Jubiläum 250 Jahre Kirchweih in Wurzbach.
Seit der Sanierung des Gotteshauses nach der politischen Wende finden neben kirchlichen Veranstaltungen auch Orgelkonzerte mit dem 1400 Pfeifen zählenden Instrument statt. Das Pfarrhaus befindet sich heute etwas entfernt von der Kirche in der Lehestener Straße 29.

## Orgel

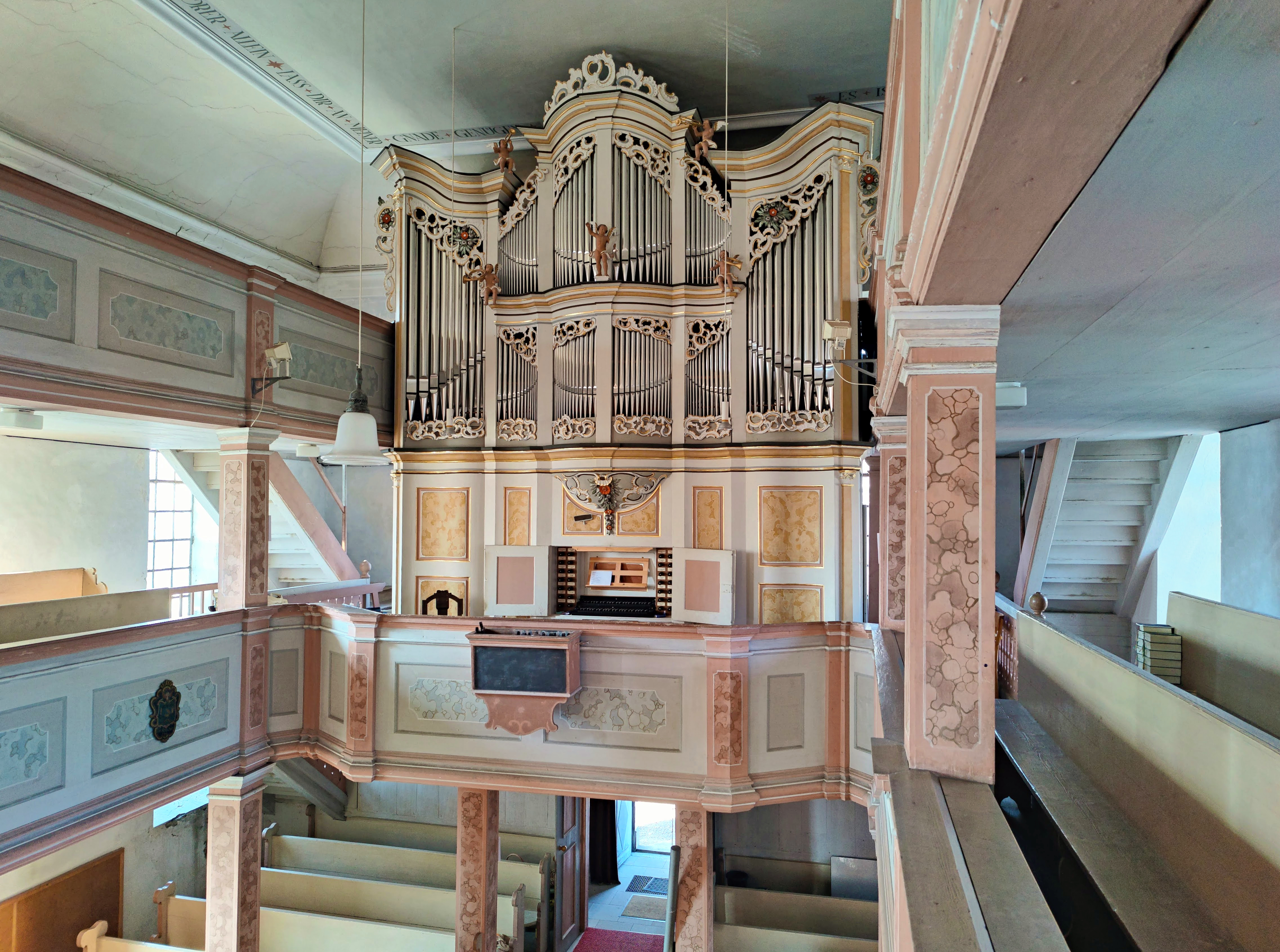
Orgel

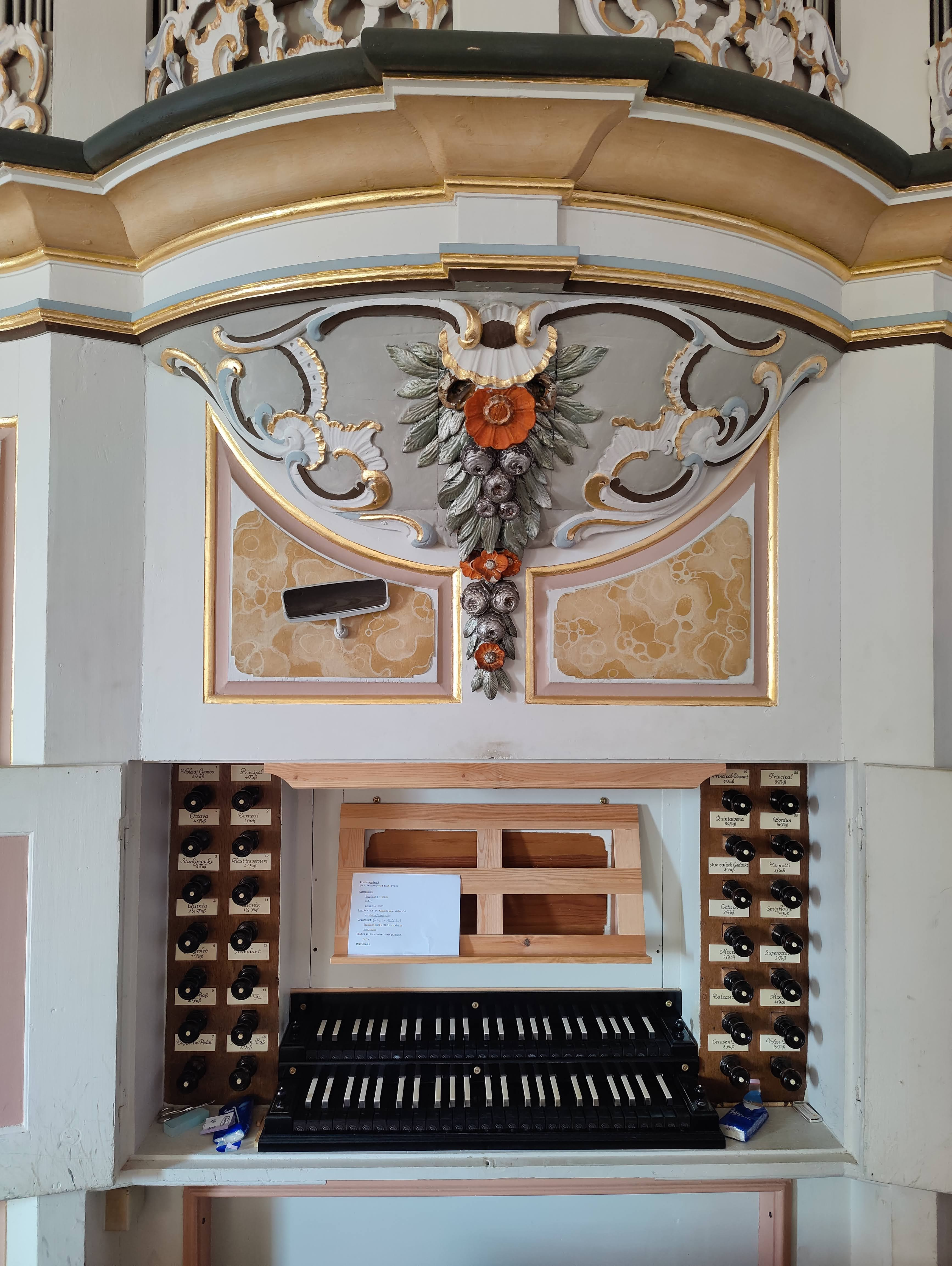
Spielschrank

Die Orgel schuf Johann Gottlob Trampeli 1779–1782 nach Silbermannscher Art für 900 Reichstaler (60.000 Euro). Das Instrument wurde 1901 von Alfred Kühn renoviert und 1936/1937 von Richard Voigt bei einer Renovierung umdisponiert. 1981 wurde es von Hartmut Schüßler restauriert und in den ursprünglichen Zustand zurückgeführt. Eine weitere Restaurierung erfolgte 2000 durch Rösel & Hercher Orgelbau.
Die Disposition lautet:
| I Hauptwerk C–d3 |                     |        |
| 1.               | Bourdon             | 16′    |
| 2.               | Principal           | 08′    |
| 3.               | Viola di Gamba      | 08′    |
| 4.               | Starck Gedackt      | 08′    |
| 5.               | Oktava              | 04′    |
| 6.               | Spitzflöte          | 04′    |
| 7.               | Quinta              | 02 ⁄3′ |
| 8.               | Superoktava         | 02′    |
| 9.               | Flagolett           | 01′    |
| 10.              | Cornetti III (ab a) |        |
| 11.              | Mixtur IV           |        |
|                  | Tremulant           |        |

| II Oberwerk C–d3 |                     |        |
| 12.              | Principal D (ab a)  | 08′    |
| 13.              | Flauto Amabile      | 08′    |
| 14.              | Quintatoena         | 08′    |
| 15.              | Musicalisch Gedackt | 8'     |
| 16.              | Principal           | 04′    |
| 17.              | Flaut Traversiere   | 04′    |
| 18.              | Octava              | 02′    |
| 19.              | Quinta              | 01 ⁄3′ |
| 20.              | Cornettino III      |        |
| 21.              | Mixtur III          |        |
|                  | Schwebung           |        |

| Pedal C–c1 |            |     |
| 22.        | Subbaß     | 16′ |
| 23.        | Violonbaß  | 16′ |
| 24.        | Octavenbaß | 08′ |
| 25.        | Posaunbaß  | 16′ |

- Koppeln: II/I (Schiebekoppel), I/P
- Stimmung:
  - Höhe a1 = 464 Hz
  - Gleichschwebend